# Solenhac
Solenhac (en francès Solignac) és un municipi de la regió de la Nova Aquitània, departament de l'Alta Viena.

## Demografia
| 1962                                       | 1968  | 1975  | 1982  | 1990  | 1999  | 2007  |
| ------------------------------------------ | ----- | ----- | ----- | ----- | ----- | ----- |
| 962                                        | 1.060 | 1.121 | 1.244 | 1.345 | 1.367 | 1.471 |
| Des de 1962: població sense dobles comptes |       |       |       |       |       |       |

## Administració
| Període   | Identitat      | Partit |
| --------- | -------------- | ------ |
| 2001-2008 | Yvette Aubisse |        |
| 2008-     | Yvette Aubisse |        |

## Agermanaments
- Stavelot
- Riba-roja d'Ebre